# Czidra László
Czidra László (Budapest, 1940. február 10. – Budapest, 2001. január 21.) Liszt Ferenc-díjas magyar zenész, a magyarországi régizene-mozgalom úttörője, a Camerata Hungarica együttes alapítója.

## Életút
1940-ben született Óbudán. Nyolc évesen furulyát és furulyaiskolát kapott karácsonyra, ekkor kezdett ismerkedni a hangszerrel, végül – mivel egyik tanárának köszönhetően kottát olvasni már tudott – két hónap alatt megtanulta az egész furulyaiskola-anyagot.
1954-től a Bartók Béla Zeneművészeti Szakközépiskola, 1959-től a Zeneakadémia oboa szakos növendéke volt, ahol 1963-ban végzett. 1963–1968 között Postás Szimfonikus Zenekar tagja, 1969-ben alapítja meg harmadmagával (Ujházy László és Virágh László társaságában) a világhírűvé lett Camerata Hungaricát, az egyik első magyar régizenei együttest – velük eljut még Kubába, Mexikóba, Japánba is. Önálló és zenekari lemezei jelentek meg, de a barokk zene jó ismerőjeként a Liszt Ferenc Kamarazenekar állandó tanácsadója is volt, több lemezükön és koncertjükön szerepelt mint vendégszólista, továbbá 1967-től tagja volt Hacki Tamás kísérőzenekarának (Ex-Antiquis) is.
Mindemellett kutatói és pedagógiai munkája is kiváló, cikkek, kották, egyéb munkák fűződnek hozzá. A Zeneakadémián 1979–1988 között a régizene előadási gyakorlat tanára, 1993-tól a Weiner Leó Zeneművészeti Szakközépiskola furulyatanára – pontosabban, saját szavaival: "én nem tanítok, hanem tanulni hagyom a gyerekeket".
A háromévente rendezett Országos Furulyaverseny 2007 óta az ő nevét viseli. Egy kritikus szerint ő és zenekara "az egyik legjobb azok között, akik régizenét játszanak" (American Record Guide, USA, 1980-09).

### Meghallhatható Felvételek
- Courrante de monsieur de Terme (1971)
- Curant (1971)
- Basse Dance – La Magdalena (á4) (1978)
- Almande d'Amour (1986)
- II. Brandenburgi verseny (A Liszt Ferenc Kamarazenekar vendégeként, 1987)
- J. Tinctoris, J. Stockem, és P. Bono művek (2:37–4:12 / 8:55–14:22) – Reneszánsz zene Mátyás király udvarában (MTV)
- Choreas (3:28–9:46) – A Jagello-kor zenéje (MTV)
- Báthori Tanz (11:45–13:30) – Az erdélyi udvar zenéje (MTV)

## Válogatott Diszkográfia

### Önálló
- Renaissance and Baroque Recorder (1989)[7]
- Handel – Recorder Sonatas, Op. 1, Nos. 2, 4, 7 and 11 / Fitzwilliam Sonata No. 2 (1993)[7]

### Camerata Hungarica
- Chorearum Collectanea: Instrumental Dances of the Late Renaissance Dances (1971)[8]
- Songs and Dances From the Vietórisz Tablature (1971)[8]
- Collection Of Bártfa 16th-17th Century – Excerpts (1973)[8]
- Gems Of The Renaissance Music (1976)[8]
- Court Music For King Matthias (1978)[8]
- Music To Entertain The Kings Of Hungary 1490–1526 (1979)[8]
- Danserye 1551 (1985)[8]
- Choreæ & Carmina (1986)[8]
- Samuel Scheidt – Ludi & Symphoniae (1989)[8]
- Early Hungarian Songs from XVI to XIX century (1989)[8]

### Liszt Ferenc Kamarazenekar
- Vivaldi – Five Concerti for Recorder, Strings and Harpsichord (1975)[7]
- Bach – Brandenburg Concertos 1-6. (1977)[7]
- Vivaldi – Three Concerti Two Sonatas (1980)[7]
- Telemann – Suite In A Minor / Concerto In F Major (1980)[7]
- Corelli – 12 Concerti Grossi Op. 6 (1982)[7]
- Handel – Concerto In F Major, Op. 4 No. 5 • Sonatas, Op. 1 No. 2, 4, 7 (1982)[7]
- Handel – 6 Concerti Grossi Op. 3 (1984)[7]
- Handel – Water Music (1986)[7]
- Handel – Two Cantatas (1986)[7]
- Vivaldi – Five Concerti for Recorder and Strings (1986)[7]
- Vivaldi – A négy évszak (1987)[7]
- Bach – Brandenburgi Versenyek (1987)[7]
- Vivaldi – Flute Concertos (1989)[7]

### Egyéb
- Szereti ön...? – Vivaldi (1978)[7]
- Baroque Chamber Music (1981)[7]
- Bakfark Constort – Renaissance Pop (1985)[7]
- Gulyás Dénes és Benkő Dániel – Italian Baroque Songs (1992)[7]
- Nicolaus Esterházy Sinfonia – Vivaldi – Complete Recorder Concertos (2002)[7]

## Válogatott Publikációk
- A reneszánsz reneszánsza (in: 50 muzsikus műhelyében. Szerk. Feuer Mária. Zeneműkiadó, 1976. 92–96.)[9]
- Furulyamuzsika kezdők számára (Editio Musica, 1976)[10]
- A reneszánsz fúvós hangszerei (Ujházy Lászlóval közösen, Élet és Tudomány 1977/9 269–273.)[11]
- Telemann: Tizenkét szólófantázia harántfuvolára (Parlando 1992/1 18–26.)[12]
- Altfurulya ABC (Editio Musica, 1999)[13]